# ポーキー・ピッグ・ショー
ポーキー・ピッグ・ショー（英語: The Porky Pig Show）とは、アメリカ合衆国のテレビ番組。

## 概要
アメリカでは1964年から1965年までABCで放送された。
ルーニー・テューンズとメリー・メロディーズの短編作品をバンパーと共に3本で繋ぎ合わせた内容となっている。短編はすべて1948年から1960年の物である。
1話目は主演のポーキー・ピッグ、2話目以降はルーニー・テューンズのキャラクターによる短編作品が放送された。
日本でも過去にテレビ放送されたことがある（特に名古屋テレビ）。バンパーは、ポーキーが「つつつ次はコマーシャルだよ」と言ったり「つつつつ次の話ではこういう事がおきるんだ」と言ったりしていた。ポーキーの他にも、ダフィー・ダックやシルベスター・キャット等が出ていた。

## 映像ソフト化
- サタデー・モーニング・カートゥーン 1960s Vol.1（第1話を収録）
- サタデー・モーニング・カートゥーン 1960s Vol.2（第2話を収録）